# Bad Cop/Bad Cop
Bad Cop/Bad Cop est un groupe féminin américain de punk rock, originaire de San Pedro, en Californie.

## Histoire
La bassiste Jen Carlson forme le groupe en janvier 2011, avec sa collègue de longue date Stacey Dee (chant, guitare) ainsi que Myra Gallarza (batterie) et Jennie Cotterill (chant, guitare). Le nom du groupe est une allusion à l'idiome « Good Cop, Bad Cop » (« bon flic, mauvais flic »). Le groupe comme d'abord à faire des tournées locales avant d'étendre son champ d'action à la côte est des États-Unis. En 2012, la première démo Get Rad apparaît, suivie d'un vinyle éponyme. Carlson quitte le groupe peu après les enregistrements, mais présente le groupe à son successeur Linh Le.
Ayant enregistré, depuis, leurs EP indépendamment en 2013, Dee convainc son ami Fat Mike de venir voir le groupe se produire au Lilith Bear Womyn's Festival à San Francisco. Il les signe en une semaine sur son label Fat Wreck Chords et sort l'EP Boss Lady. Leur premier album Not Sorry sort en juin 2015. Le groupe est autorisé à jouer sur la tournée Fat Wreck's 25th Anniversary Tour qui suit. Mais près de la moitié de la tournée fait face à des problèmes liés à la toxicomanie de Stacey Dee, ce qui conduit le groupe à devoir quitter la tournée. Fat Mike soutiendra Stacey Dee dans son rétablissement, et le groupe affirmera s'être renforcé au cours de cette expérience.
Après avoir surmonté ce moment négatif, le groupe commence à enregistrer son deuxième album Warriors dans lequel Fat Mike s'implique en tant que producteur avec Warsop, et contribue également à certaines idées. L'album paraît finalement en juin 2017, deux ans exactement après leur premier album. Le groupe participe ensuite au Warped Tour. Pour la tournée européenne en 2019 de Me First and the Gimme Gimmes, Stacey Dee remplace Joey Cape sur quelques dates. Le groupe sort son troisième album studio via Fat Wreck Chords en juin 2020, intitulé The Ride.
Depuis octobre 2022, Alex Windsor remplace Jennie Cotterill. Dans un commentaire sur Instagram, Jennie déclare qu'elle ne faisait plus partie de BCBC.

## Discographie

### Albums studio
- 2015 : Not Sorry [8] (2015)
- 2017 : Warriors [8]
- 2019 : The Ride [8]

### EP
- 2012 : Get Rad
- 2013 : Bad Cop/Bad Cop
- 2014 : Boss Lady
- 2016 : Don